# 신이와쿠니역
신이와쿠니역(新岩国駅、しんいわくにえき 신이와쿠니에키[*])은 일본 야마구치현 이와쿠니시에 위치한 서일본 여객철도 소속의 철도역이며, 산요 신칸센의 정차역이다.
승강장 구조로는 2면 3선이다.

## 승강장
| 1·2 | 산요 신칸센 | (상행) | 히로시마 · 신오사카 방면 | 1번 승차장은 단물 첫차에 한함 |
| 3   | 산요 신칸센 | (하행) | 신야마구치 · 하카타 방면 |                               |

## 역 주변
- 니시키가와 철도 니시키가와세이류 선 세이류신이와쿠니 역 (도보 약 7분)
- 긴타이 교 (이 역에서 버스로 12 분)

## 인접 역
| 서일본 여객철도 산요 신칸센 | 서일본 여객철도 산요 신칸센 | 서일본 여객철도 산요 신칸센 |
| --------------------------- | --------------------------- | --------------------------- |
| 히로시마 신오사카 방면      | ■ 산요 신칸센               | 도쿠야마 하카타 방면        |